# Левин (Новая Зеландия)
Левин (англ. Levin) — город и округ в новозеландском регионе Манавату-Уангануи.

## География
Левин, крупнейший город округа Хорофенуа, расположен в 90 км к северу от Веллингтона, 50 км к югу от Палмерстон-Норта и 2 км к востоку от озера Хорофенуа. Находится в южной части равнины Манавату. В нескольких километрах к западу расположено море, а к востоку — горный хребет Тараруа.

## История
Задолго до появления первых европейских колонистов район современного Левина был населён представителями новозеландского народа маори, а именно племени уаитаха, а затем племён нгати-мамоэ и муаупоко. Впоследствии эта местность не раз становилась объектом разногласий и войн соседних племён. Первые европейцы (торговцы и овцеводы) появились в районе Левина в первой половине XIX века. Само же поселение появилось только в конце столетия, когда местные маори из племени муаупоко продали землю новозеландскому правительству. При этом ряд выдвигавшихся условий (в том числе, возвращение коренным жителям каждого десятого участка земли и передача им в собственность земель вокруг озера Хорофенуа) соблюдены не были. В декабре 1888 года правительством было проведено размежевание земель, а в марте 1889 года участки были выставлены на продажу. Хотя изначально новое поселение предполагалось назвать по-маорийски, Таитоко, оно, в конце концов, было названо в честь Уильяма Хорта Левина, директора Железнодорожной компании Веллингтона и Манавату. С появлением в округе железной дороги город Левин стал быстро расти и уже в начале XX века обогнал по численности населения поселения Копутароа и Охау. 1 апреля 1906 года Левин получил статус боро. В 1989 году боро было переподчинено окружному совету Хорофенуа.
В настоящее время основным занятием местных жителей является сельское хозяйство (прежде всего, молочное животноводство). Развита пищевая (производство сыра, сливочного масла), текстильная промышленность, деревообработка, производство железобетонных изделий. Активно развивается туризм.